# Rivière Lepallier
La rivière Lepallier est un tributaire de la rive sud de la rivière Broadback laquelle coule vers l'ouest jusqu'à la baie de Rupert, située au sud de la baie James. La rivière Lepallier coule dans les municipalités de  Eeyou Istchee Baie-James (municipalité) et de Waskaganish, dans la région administrative du Nord-du-Québec, au Québec, au Canada.

## Géographie
Les bassins versants voisins de la rivière Lepallier sont :
- Côté nord : rivière Broadback ;
- Côté est : rivière Machisipi, rivière Natouacamisie ;
- Côté sud : rivière Nottaway ;
- Côté ouest : rivière Nottaway, baie de Rupert.

La rivière Lepallier coule vers le nord-ouest entre la Nottaway (située au sud) et la rivière Broadback (située au nord).
Ce bassin versant prend sa source au lac Rodayer (longueur : 6,7 km ; altitude : 250 m), situé à 10,4 km au nord de la rivière Nottaway, à 1,4 km au nord du lac Desorsons (altitude : 254 m) et à l'ouest du lac Utamikaneu (entouré de marais ; altitude : 261 m).
À partir du lac de tête, le courant coule par le ruisseau Rodayer sur 5,7 km vers l'ouest jusqu'au lac Chaboullié (longueur : 8,6 km ; altitude : 225 m) que le courant traverse sur 7,8 km. À partir du lac Chaboullié, le courant poursuit son cours sur 8,4 km vers l'ouest par le ruisseau Epikukaiwach, jusqu'à la rive est du lac Lepallier (longueur : 3,9 km ; altitude : 190 m) que le courant traverse vers l'ouest sur sa pleine longueur. Ce lac est alimenté du côté nord par le ruisseau Apitukamu Kauchipascheyach. La rivière Lepallier commence son cours à l'embouchure du lac Lepallier et coule vers l'ouest, en parallèle (du côté nord) à la rivière Nottaway.
À partir du lac Lepallier, la rivière Lepallier coule sur 39,3 km, d'abord vers le nord-ouest, puis vers le nord, en recueillant les eaux de la rivière Louvart (venant du sud-est) et en traversant plusieurs zones de marais. Son embouchure se déverse sur la rive sud de la rivière Broadback, au sud-est du village cri de Waskaganish, à 9,4 km en amont de l'embouchure de cette dernière rivière, à 6,5 km en aval de l'embouchure de la rivière Machisipi et à 11,3 km en aval de l'embouchure de la rivière Natouacamisie.
La rivière Lepallier est accessible à partir du terrain de camping du lac Rodayer, près de la "route de la Baie James".

## Toponymie
L'ancienne appellation de ce cours d'eau était "rivière Coussinet".
Le toponyme rivière Lepallier a été officialisé le 5 décembre 1968 à la Commission de toponymie du Québec.